# Lacus Odii

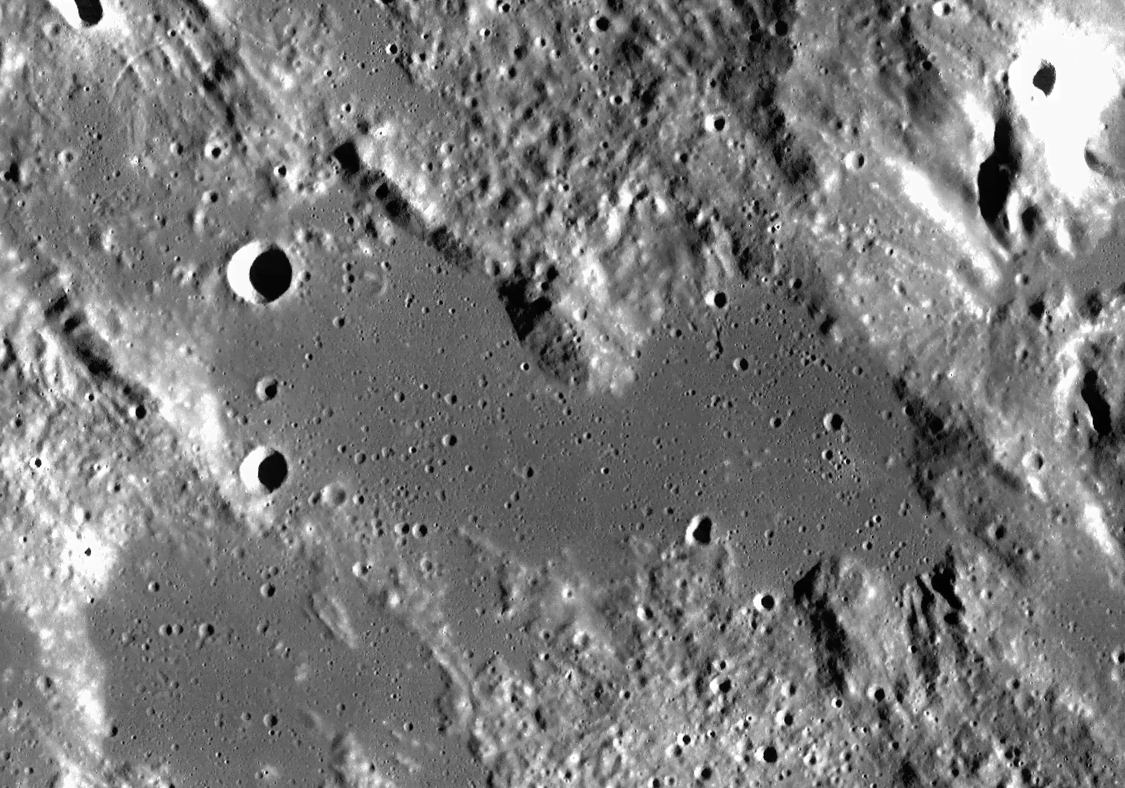
El Lacus Odii, amb el cràter satèl·lit Sulpicius Gallus G en el sector nord-oest del llac.

El Lacus Odii (en llatí, "Llac d'Odi") és una petita mar lunar situada a la regió denominada Terra Nivium. Està localitzat en les coordenades selenogràfiques 19.0° Nord i 7.0° Est i el seu diàmetre envolupant és d'uns 70 km. És el més septentrional del conjunt de llacs situats entre la Mare Serenitatis al nord i la Mare Vaporum al sud. El nom del llac va ser adoptat per la Unió Astronòmica Internacional en 1976.

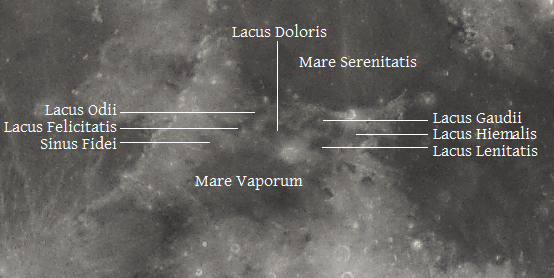
Localització del Lacus Odii a l'interior de la Terra Nivium